# Eiffeltornets 72 ingraverade namn
Eiffeltornets 72 ingraverade namn är sammanlagt 72 namn på franska vetenskapsmän som är ingraverade med omkring 60 centimeter höga bokstäver på Eiffeltornets första våning.
Eiffeltornets byggmästare, Gustave Eiffel, lät som erkänsla för deras vetenskapliga och tekniska bedrifter placera efternamnen på 72 män – med undantag av schweizarna Breguet och Sturm samt italienskfödde Lagrange alla fransmän – i gyllene bokstäver på friserna till första våningen. Med undantag av Fizeau och Chevreul var alla vetenskapsmännen redan avlidna när tornet invigdes. I början av 1900-talet blev namnen övermålade, men under tornets restaurering 1986–1987 genom Société nouvelle d'exploitation de la tour Eiffel (SNTE) blev de åter framtagna.

## Namnen

### Nordvästsidan
| Nr  | Inskrift  | Person                         | Levnadstid | Profession                        | Bild |
| --- | --------- | ------------------------------ | ---------- | --------------------------------- | ---- |
| 1.  | SEGUIN    | Marc Seguin                    | 1786–1875  | Ingenjör                          |      |
| 2.  | LALANDE   | Jérôme Lalande                 | 1732–1807  | Matematiker och atronom           |      |
| 3.  | TRESCA    | Henri Tresca                   | 1814–1885  | Ingenjör                          |      |
| 4.  | PONCELET  | Jean-Victor Poncelet           | 1788–1867  | Matematiker, ingenjör och fysiker |      |
| 5.  | BRESSE    | Jacques Bresse                 | 1822–1883  | Ingenjör och matematiker          |      |
| 6.  | LAGRANGE  | Joseph Louis Lagrange          | 1736–1813  | Matematiker och astronom          |      |
| 7.  | BELANGER  | Jean Baptiste Charles Belanger | 1790–1874  | Matematiker                       |      |
| 8.  | CUVIER    | Georges Cuvier                 | 1769–1832  | Naturvetenskapsman                |      |
| 9.  | LAPLACE   | Pierre-Simon Laplace           | 1749–1827  | Matematiker och astronom          |      |
| 10. | DULONG    | Pierre Louis Dulong            | 1785–1838  | Fysiker och kemist                |      |
| 11. | CHASLES   | Michel Chasles                 | 1793–1880  | Matematiker                       |      |
| 12. | LAVOISIER | Antoine Laurent de Lavoisier   | 1743–1794  | Kemist                            |      |
| 13. | AMPERE    | André-Marie Ampère             | 1775–1836  | Matematiker och fysiker           |      |
| 14. | CHEVREUL  | Michel Eugène Chevreul         | 1786–1889  | Kemist                            |      |
| 15. | FLACHAT   | Eugène Flachat                 | 1802–1873  | Ingenjör                          |      |
| 16. | NAVIER    | Claude-Louis Navier            | 1785–1836  | Matematiker och fysiker           |      |
| 17. | LEGENDRE  | Adrien-Marie Legendre          | 1752–1833  | Matematiker                       |      |
| 18. | CHAPTAL   | Jean-Antoine Chaptal           | 1756–1832  | Kemist                            |      |

### Sydvästsidan
| Nr  | Inskrift     | Person                   | Levnadstid | Profession                  | Bild |
| --- | ------------ | ------------------------ | ---------- | --------------------------- | ---- |
| 19. | JAMIN        | Jules Célestin Jamin     | 1818–1886  | Fysiker                     |      |
| 20. | GAY-LUSSAC   | Joseph Louis Gay-Lussac  | 1778–1850  | Kemist och fysiker          |      |
| 21. | FIZEAU       | Hippolyte Fizeau         | 1819–1896  | Fysiker                     |      |
| 22. | SCHNEIDER    | Eugène Schneider         | 1805–1875  | Industriman                 |      |
| 23. | LE CHATELIER | Louis Le Chatelier       | 1815–1873  | Ingenjör                    |      |
| 24. | BERTHIER     | Pierre Berthier          | 1782–1861  | Geolog                      |      |
| 25. | BARRAL       | Jean-Augustin Barral     | 1819–1884  | Agronom, kemist och fysiker |      |
| 26. | DE DION      | Henri de Dion            | 1828–1878  | Ingenjör                    |      |
| 27. | GOUIN        | Ernest Goüin             | 1815–1885  | Ingenjör och industriman    |      |
| 28. | JOUSSELIN    | Louis Didier Jousselin   | 1776–1858  | Ingenjör                    |      |
| 29. | BROCA        | Paul Broca               | 1824–1880  | Kirurg och antropolog       |      |
| 30. | BECQUEREL    | Antoine César Becquerel  | 1788–1878  | Fysiker                     |      |
| 31. | CORIOLIS     | Gaspard Gustave Coriolis | 1792–1843  | Matematiker och fysiker     |      |
| 32. | CAIL         | Jean-François Cail       | 1804–1871  | Industriman                 |      |
| 33. | TRIGER       | Jules Triger             | 1801–1867  | Ingenjör                    |      |
| 34. | GIFFARD      | Henri Giffard            | 1825–1882  | Ingenjör                    |      |
| 35. | PERRIER      | François Perrier         | 1833–1888  | Geodet och general          |      |
| 36. | STURM        | Charles-François Sturm   | 1803–1855  | Matematiker                 |      |

### Sydöstsidan
| Nr  | Inskrift | Person                      | Levnadstid | Profession               | Bild |
| --- | -------- | --------------------------- | ---------- | ------------------------ | ---- |
| 37. | CAUCHY   | Augustin Louis Cauchy       | 1789–1857  | Matematiker              |      |
| 38. | BELGRAND | Eugène Belgrand             | 1810–1878  | Ingenjör                 |      |
| 39. | REGNAULT | Henri Victor Regnault       | 1810–1878  | Kemist och fysiker       |      |
| 40. | FRESNEL  | Augustin Jean Fresnel       | 1788–1827  | Fysiker och ingenjör     |      |
| 41. | DE PRONY | Gaspard de Prony            | 1755–1839  | Ingenjör                 |      |
| 42. | VICAT    | Louis-Joseph Vicat          | 1786–1861  | Ingenjör                 |      |
| 43. | EBELMEN  | Jacques-Joseph Ebelmen      | 1814–1852  | Kemist                   |      |
| 44. | COULOMB  | Charles-Augustin de Coulomb | 1736–1806  | Fysiker                  |      |
| 45. | POINSOT  | Louis Poinsot               | 1777–1859  | Matematiker              |      |
| 46. | FOUCAULT | Léon Foucault               | 1819–1868  | Fysiker                  |      |
| 47. | DELAUNAY | Charles Eugène Delaunay     | 1816–1872  | Matematiker och astronom |      |
| 48. | MORIN    | Arthur Morin                | 1795–1880  | Matematiker och fysiker  |      |
| 49. | HAUY     | René Just Haüy              | 1743–1822  | Mineralog                |      |
| 50. | COMBES   | Charles Combes              | 1801–1872  | Ingenjör och metallurg   |      |
| 51. | THENARD  | Louis Jacques Thénard       | 1777–1857  | Kemist                   |      |
| 52. | ARAGO    | François Arago              | 1786–1853  | Fysiker                  |      |
| 53. | POISSON  | Siméon Denis Poisson        | 1781–1840  | Matematiker och fysiker  |      |
| 54. | MONGE    | Gaspard Monge               | 1746–1818  | Matematiker och fysiker  |      |

### Nordöstsidan
| Nr  | Inskrift   | Person                           | Levnadstid | Profession               | Bild |
| --- | ---------- | -------------------------------- | ---------- | ------------------------ | ---- |
| 55. | PETIET     | Jules Petiet                     | 1813–1871  | Ingenjör                 |      |
| 56. | DAGUERRE   | Louis Daguerre                   | 1787–1851  | Målare och fysiker       |      |
| 57. | WURTZ      | Charles Adolphe Wurtz            | 1817–1884  | Kemist                   |      |
| 58. | LE VERRIER | Urbain Le Verrier                | 1811–1877  | Matematiker och astronom |      |
| 59. | PERDONNET  | Albert Auguste Perdonnet         | 1801–1867  | Ingenjör                 |      |
| 60. | DELAMBRE   | Jean-Baptiste Joseph Delambre    | 1749–1822  | Astronom                 |      |
| 61. | MALUS      | Louis Malus                      | 1755–1812  | Fysiker och ingenjör     |      |
| 62. | BREGUET    | Louis Clément François Breguet   | 1804–1883  | Fysiker och konstruktör  |      |
| 63. | POLONCEAU  | Camille Polonceau                | 1813–1859  | Ingenjör                 |      |
| 64. | DUMAS      | Jean-Baptiste Dumas              | 1800–1884  | Kemist                   |      |
| 65. | CLAPEYRON  | Émile Clapeyron                  | 1799–1864  | Fysiker                  |      |
| 66. | BORDA      | Jean-Charles de Borda            | 1733–1799  | Matematiker              |      |
| 67. | FOURIER    | Jean Baptiste Joseph Fourier     | 1768–1830  | Matematiker och fysiker  |      |
| 68. | BICHAT     | Marie François Xavier Bichat     | 1771–1802  | Anatom och fysiolog      |      |
| 69. | SAUVAGE    | François Clément Sauvage         | 1814–1872  | Geolog och ingenjör      |      |
| 70. | PELOUZE    | Théophile-Jules Pelouze          | 1807–1867  | Kemist                   |      |
| 71. | CARNOT     | Lazare Nicolas Marguerite Carnot | 1753–1823  | Matematiker              |      |
| 72. | LAME       | Gabriel Lamé                     | 1795–1870  | Matematiker och fysiker  |      |